# Газовий завод

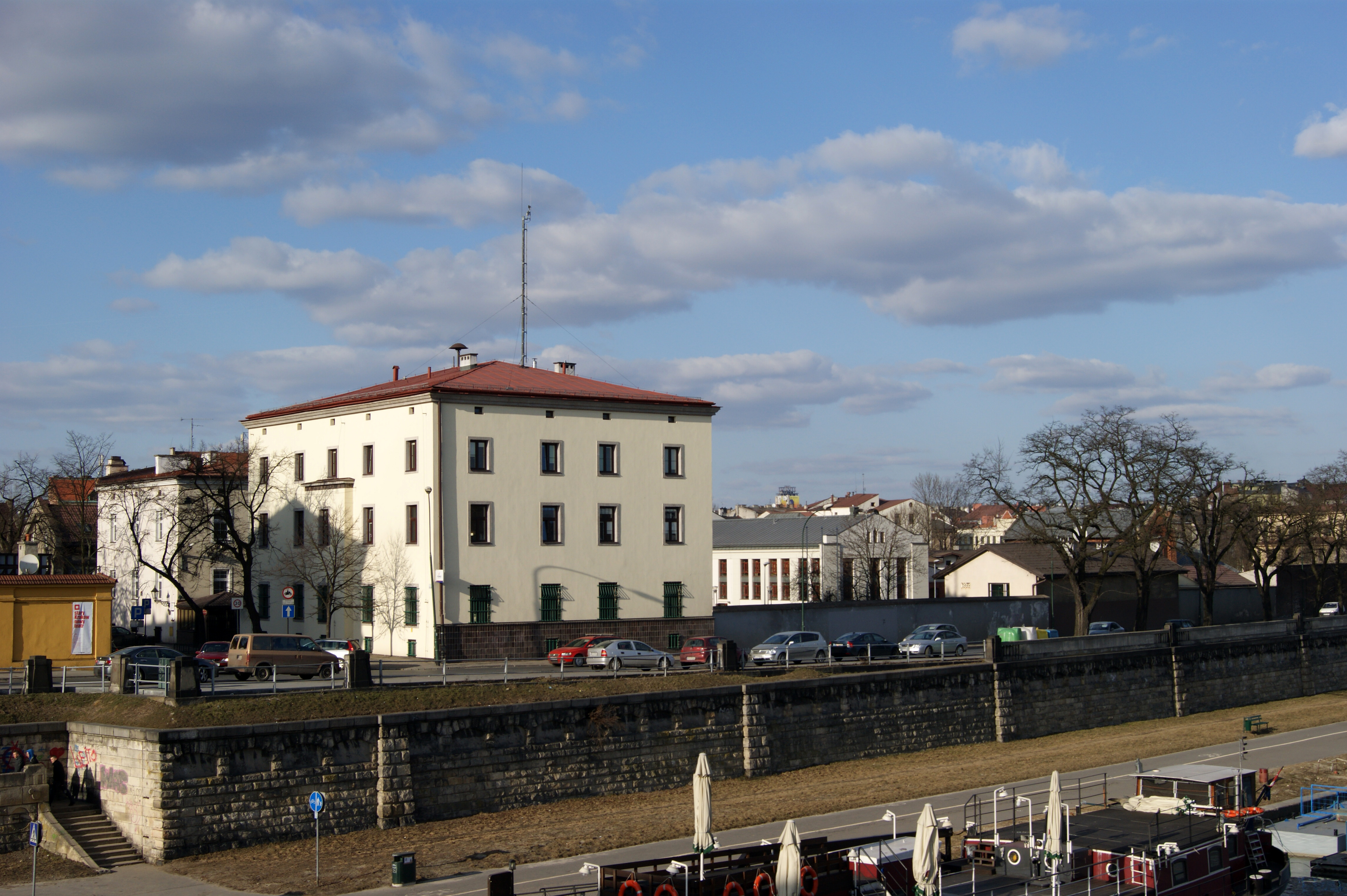
Газовня в Кракові.

Газовий завод, Газовня — підприємство, що займаються однією або декількома галузями: дегазація та виробництво з вугілля коксового газу, передача газу одержувачам. У загальному сенсі термін «газовня» розуміється як завод, який посилає газ споживачам.

## Перші газові споруди
Перші газові заводи були побудовані для фабрик в епоху промислової революції приблизно в 1805 році як джерело світла та для промислових процесів, що потребували газу, а також для освітлення в заміських будинках приблизно в 1845 році. Газові установки для заміських будинків збереглися в замку Калейн в Шотландії та в Оулпені в Глостерширі.
Перший газовий завод був побудований у Великій Британії в 1795 році., потім — у теперішній Польщі у Щецині в 1846 році. Далі газовні відкриті: Вроцлав (1846 або 1847), Бжег (1848 р.) Гданську (1853), в 1856—1857 рр. — Варшаві (1856), Кракові.
В Україні перша газовня розпочала роботу 1 вересня 1858 року у Львові (нині на згадку про цю подію вулиця, де стояла львівська газовня, називається Газова.

## Обладнання
Газовий завод був розділений на кілька секцій для видобутку, очищення та зберігання газу.

### Ретортний корпус
У корпусі знаходилися реторти, в яких вугілля нагрівалося для отримання газу. Сирий газ відкачувався і передавався в пароконденсатор. Відпрацьованим продуктом, що залишався в реторті, був кокс. У багатьох випадках кокс потім спалювався для обігріву реторт або продавався, як бездимне паливо.

### Конденсатор
Він складався з блоку газових труб з повітряним охолодженням над заповненим водою відстійником. Його метою було видалення гудрону з газу шляхом його конденсації при охолодженні газу. Іноді труби конденсатора містилися в водяному резервуарі, схожому на котел, але працювали так само, як і в варіанті з повітряним охолодженням. Вироблена смола потім зберігалася в смоляному колодязі/резервуарі, який також використовувався для зберігання гідроксиду амонію.

### Витяжний пристрій
Для підвищення тиску газу перед очищенням використовувалося робоче колесо або насос. Витяжні пристрої були необов'язковими компонентами і могли розміщуватися в будь-якій точці процесу очищення, але найчастіше розміщувалися після конденсаторів і безпосередньо перед тим, як газ надходив у газгольдери.

### Скрубер
Герметичний резервуар з водою, через який барботували газ. Це видаляло аміак та амонійні сполуки. Вода часто містила розчинений вапно, щоб допомогти видаленню аміаку. Вода, що залишалася, була відома як аміачний розчин. Інші використовувані версії складалися з вежі, заповненої коксом, по якій стікала вода.

### Очищувач
Також відомий як «залізна губка», він видаляв сірководень з газу, пропускаючи його через дерев'яні лотки, що містили вологий оксид заліза. Потім газ надходив до газгольдера, а сульфід заліза продавався для вилучення сірки. Відходи цього процесу часто призводили до утворення синьої плями, фероціанідного забруднювача землі, який викликає проблеми при спробі перепланування старого газового заводу.

### Бензольний завод
Часто використовувана тільки на великих газових заводах, бензольна установка складалася з ряду вертикальних резервуарів, що містять нафтову олію, через які барботувався газ. Метою бензольної установки було вилучення бензолу з газу.
Бензол, розчинений у нафті, пропускався через парову сепараційну установку для продажу окремо.

### Газгольдер (тримач газу)
Газгольдер або газгольдер був резервуаром, який використовувався для зберігання газу та підтримки рівномірного тиску в розподільчих трубах. Газгольдер зазвичай складався з перевернутого сталевого дзвону, що містився у великій рамі, яка направляла його, коли він піднімався і опускався залежно від кількості газу, що містився в ньому.

## Побічні продукти
Побічні продукти газовидобування, такі як кокс, кам'яновугільна смола, аміак і сірка, мали багато застосувань.

## Британські газові заводи сьогодні
Вугільний газ у Великій Британії більше не виробляється, але багато газових заводів все ще використовуються для зберігання та обліку природного газу, а деякі зі старих газових лічильників все ще експлуатуються.
Газовий завод Fakenham, що датується 1846 роком, є єдиним повним, непрацюючим газовим заводом, що залишився в Англії. Інші приклади існують у Біггарі в Шотландії та Каррикфергус в Північній Ірландії.